# كساء عظمي

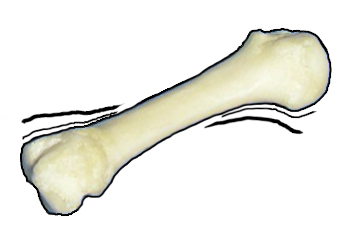

كِساء عَظْمي (بالإنجليزية: Involucrum)‏ هي طبقة عظمية جديدة تَنمو خارج العظم الموجود، وتحدث هذه الحالة في التهاب العظم والنقي القيحي، وتنتج مِن نَزع السمحاق من خلال تجمع القيح داخل العظم، وبالتالي ينمو عَظم جديد من السمحاق.
يُمكن مُشاهدة الكساء العظمي من خلال التصوير الشعاعي (أي في الأشعة السينية)، وبالرغم من ذلك فإنهُ من النادر مُشاهدة هذه الحالة في البلدان المُتقدمة، وهذا يدل على مُعالجة التهاب العظم والنقي وأنهُ نادراً ما يُترك من غير علاج.